# Kukljić
Kukljić – wieś w Chorwacji, w żupanii licko-seńskiej, w mieście Gospić. W 2011 roku liczyła 13 mieszkańców.